# Огненные муравьи
Огненные муравьи (англ. Fire ant) — несколько родственных видов муравьёв из группы Solenopsis saevissima species-group рода Solenopsis, обладающих сильным жалом и ядом, чьё действие сходно с ожогом от пламени (отсюда и их название). Чаще под этим названием фигурирует инвазивный Красный огненный муравей, распространившийся по всему миру. Известны случаи ужаления человека одним муравьём с тяжёлыми последствиями, анафилактическим шоком, вплоть до смертельного исхода. Но иногда могут и спасти жизнь.

## Виды огненных муравьёв
- Подсемейство Myrmicinae
  - Красный огненный муравей (лат. Solenopsis invicta Buren, 1972, англ. Red imported fire ant, RIFA)
  - Тропический огненный муравей (лат. Solenopsis geminata Fabricius, 1804)
  - Чёрный огненный муравей (лат. Solenopsis richteri Forel, 1909, англ. Black imported fire ant)
  - Южный огненный муравей (лат. Solenopsis xyloni McCook, 1879, англ. Southern fire ant)

- Подсемейство Formicinae
  - Кроме того, в странах юго-восточной Азии под названием «fire ants» фигурируют муравьи-ткачи вида Oecophylla smaragdina.

## Укусы
От анафилактического шока, вызванного аллергией на муравьиный яд, может погибнуть даже взрослый человек. Тем более, массовая атака муравьёв может оказаться смертельной для ребёнка.

## Галерея

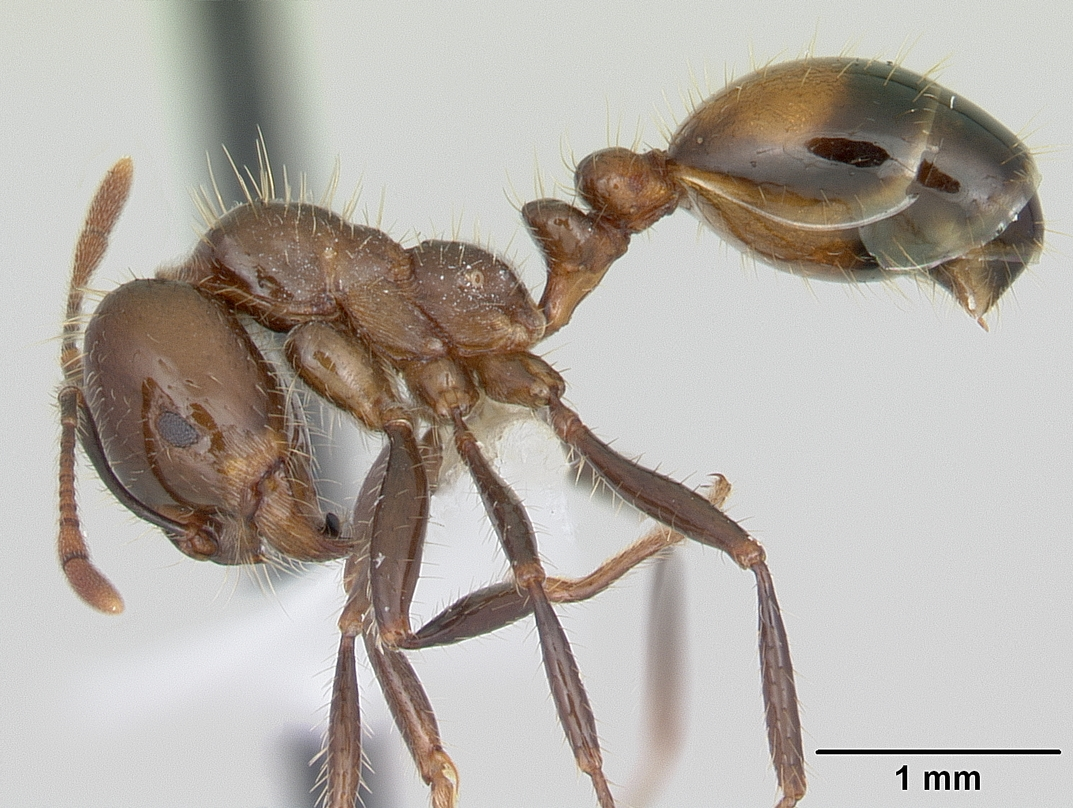
Рабочий Solenopsis richteri - Чёрный огненный муравей.
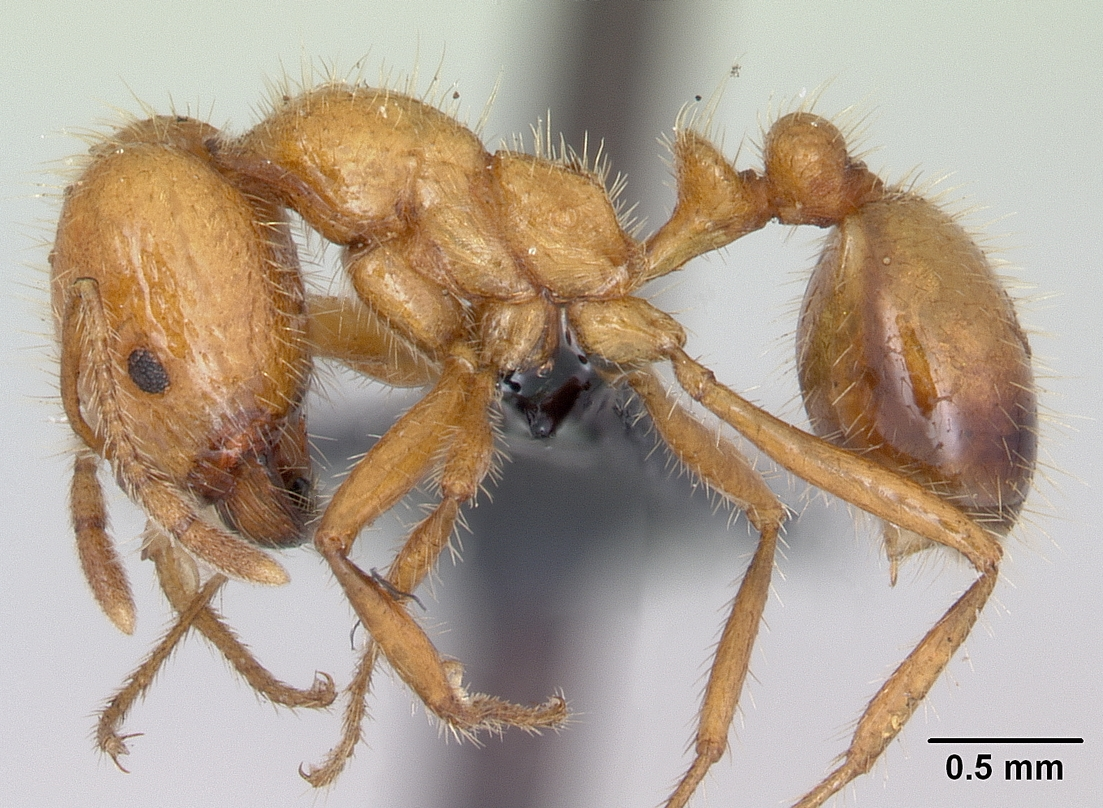
Рабочий Solenopsis geminata - Тропический огненный муравей.
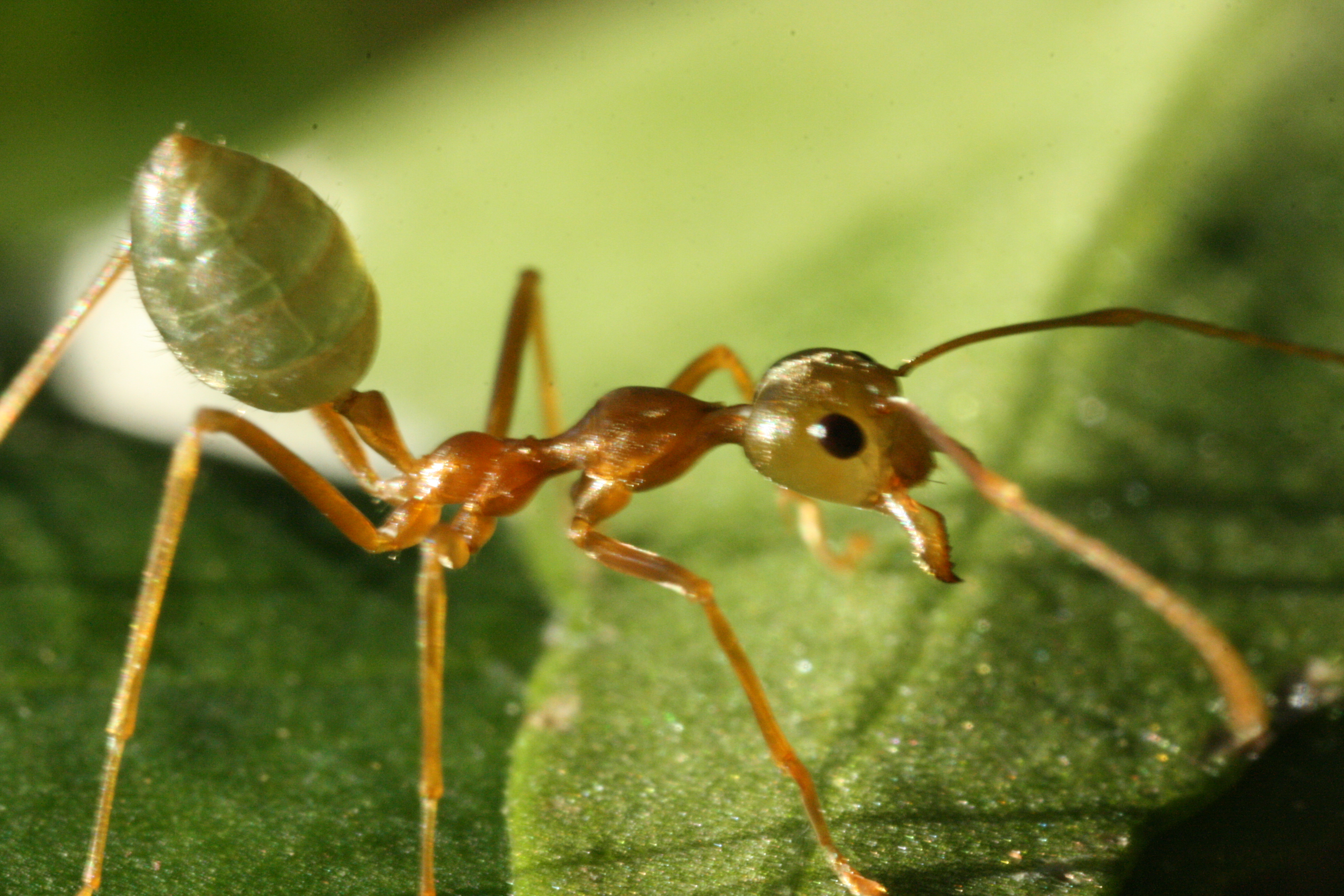
Рабочий Oecophylla smaragdina